# Oddworld: Abe's Exoddus
Oddworld: Abe's Exoddus es un videojuego de plataformas bidimensional, creado por la empresa Oddworld Inhabitants y que salió al mercado el 10 de diciembre de 1998 para la consola PlayStation de Sony. En 1999, salió en Game Boy Color con el nombre de Abe's Adventures 2. Es considerado como la expansión del juego Oddworld: Abe's Oddysee. Su protagonista es un extraterrestre llamado Abe, perteneciente a la raza Mudokon, que debe rescatar a sus congéneres de la esclavitud a la que los someten los de la raza Glukkon.  
Como su antecesor, se destacó por su nivel gráfico, sus tintes cómicos y los vídeos que venían incluidos, en los que se utiliza animación de gran nivel.

## Historia
Tras provocar el cierre de las Granjas Hostiles y rescatar a los Mudokons, Abe recibe un mensaje de sus antepasados: los Glukkon aún tienen esclavizados a los Mudokons, extrayendo sin que estos lo sepan huesos de sus ancestros para usarlos como ingrediente en el nuevo brebaje SoulStorm. De modo que Abe se pone en marcha para liberar a los 300 Mudokons que son forzados a trabajar para la Destilería Soulstorm y otras empresas que están metidas en el ajo. Para ello, deberá sortear guardias Slig armados de a pie y voladores (e incluso gateantes), gusanos carnívoros de dos cabezas llamados Fleeches, y los conocidos Slogs, Scrabs y Paramitas y conseguir nuevos poderes, tales como la invisibilidad o curar a mudokons enfermos. Con el paso del juego y superando niveles, se consigue el cierre de las minas y cesa la extracción de huesos. Para salir de esa crisis de recursos, los glukkons electrocutan a mudokkons para usar sus lágrimas para el brebaje de Soulstorm. 

## Niveles
El juego se desarrolla en distintas zonas:
Minas: Aquí es donde se consiguen los huesos para el brebaje. Es la parte más fácil del juego, aunque se complica progresivamente. Al final, Abe debe destruir las minas usando la caldera, que es vigilada por un slig volador.
Necrum: Es una especie de selva que solía ser habitada por Mudokons. Abe deberá visitar los sepulcros de dos de sus ancestros para poder hablar con ellos.
Sepulcro de Mudanchee: Aquí nos encontraremos con los Scrabs, a los que podremos poseer y utilizar para superar los desafíos.
Sepulcro de Mudomo: Está vigilado por los Paramitas, bestias que podremos poseer al igual que los Scrabs.
Depósito Feeco: Es la estación de trenes que nos servirá para viajar a la destilería. Lamentablemente, el acceso al tren que viaja a Soulstorm está cerrado y para abrirlo necesitaremos visitar al General Dripik, el director Phleg y el vicepresidente Aslik, los glukkon que se encargan de la seguridad de la empresa. Aslik se encuentra en la oficina de Feeco, pero para entrar tendremos que vencer a Phleg y a Dripik.
Barracones Slig: Aquí es donde se halla el General Dripik. Tras vencerlo, desbloquearemos uno de los accesos a Soulstorm y uno de los accesos a la oficina del depósito Feeco, donde encontraremos a Aslik.
Bonewerkz: Es donde se procesan los huesos y donde encontraremos a Phleg.
Cuartel General: Se encuentra el Vicepresidente Aslik. 
Destilería Soulstorm: Tras vencer a Aslik en Feeco, tendremos acceso a la destilería, Tras superar un par de desafíos, tendremos que pasar por 3 zonas de puertas, en la cual se hallan los retos más difíciles del juego. Tras superarlos, se llega a la caldera de la destilería, que es el desafío final, que puede terminar de dos maneras:
Final bueno: Se obtiene rescatando más de 150 Mudokons a lo largo del juego.
Final malo: Se obtiene rescatando menos de 150 Mudokons.

## Novedades respecto a Abe's Odysee
Este juego incluye una serie de novedades que lo hace mucho más atractivo que su predecesor. Por mencionar algunas, aparece el Quicksave, que es una suerte de guardado rápido,tipo checkpoint, el cual podrá usar el jugador cualquier momento. Otra novedad es la posibilidad de dirigirse a un grupo de mudokkons todos a la vez, en lugar de uno en uno. También puede consultarse en cualquier momento el número de mudokons que de momento se han salvado. Una de las novedades más divertidas es el uso de pedos explosivos después de que Abe ingiera Soulstorm. Estos pedos explosivos también pueden ser poseídos y se utilizan como arma al ser desplazados y explotados en el momento deseado para acabar con enemigos, minas y otros obstáculos.  

### Nuevas criatuas
- Sloggies: Son crías de Slog, tienen un tamaño diminuto pero son igual de feroces y letales que los adultos. No pueden ser matados por los Slig, pero sí les obedecen.
- Flecches: Son unos gusanos cilíndricos de color verde que duermen colgados. Si son despertados no dudan en devorar a Abe. Son muy peligrosos, pudiendo devorar a Paramitas e incluso Scrabs.

### Estados de los mudokons
- Mudokons. Raza a la que pertenece Abe y sus amigos. Su aspecto físico es similar al de los seres humanos, con la diferencia de que tienen una especie de rabillo o coletilla sobre sus cabezas, y que permite la posesión de otras especies. Su piel tiene un tono verdoso, excepto la piel de Abe, que es azulada. Viven en tribus indígenas, entre las que se pueden distinguir los Mudanchee (tribu guerrera que consideraba al Scrab su dios), y los Mudomo (tribu de carácter pacífico que adoraba a los Paramitas). Son esclavizados por las grandes empresas dirigidas por los Glukkons. En ellas los mudokons son víctimas de abusos y vejaciones sobrecogedoras, como que les cosan los ojos para que no vean qué es lo que hacen. Dentro de las industrias podemos encontrarnos Mudokons de todo tipo:

-Enfadado. Algo le han hecho a este pobre Mudokon, que ha pillado un rebote y le mete guantazos a todo quisqui. Si se enzarza en una pelea con otro Mudokon y alguien lo permite (ese alguien es el jugador, como se puede imaginar) pueden llegar a matarse. El único modo de calmar a este Mudokon es pidiéndole perdón, y si ya hay un grupo pegándose, Abe debe gritar "¡Párate!" y pararán de darse leches.
-Deprimido. Este es un Mudokon que está tan depresivo que solo quiere llorar y estar solo. Un simple "Lo siento" es más que suficiente para que deje de lloriquear. El problema está cuando le pegas una bofetada; si ocurre esto, al tipo se le va la cabeza y empieza a suicidarse. Un simple y veloz "Lo siento" es más que suficiente para hacerle entrar en razón.
-Locos. Son Mudokons que han sido expuestos a un gas que provoca a risa. Inmediatamente después de haber inhalado dicho gas, a los Mudokons se les va la pelota y empiezan a dar bandazos de un lado a otro, a pegar saltos y a reírse por las esquinas. Abe puede hacer que le sigan, pero no obedecerán si le dice que esperen o que anden en cuclillas. Aquí Abe puede desahogarse y meterle tal collejón al Mudokon que hace que vuelva a poner los pies en la tierra.
-Ciego. A este Mudokon le han cosido los ojos para que no vea que está desenterrando los huesos de sus difuntos, así que por eso Abe debe estar pendiente de él en todo momento, gritándole que espere y que le siga antes de que se tropiece con algún obstáculo mortal. Se les reconoce fácilmente porque son los únicos que tienen la piel grisácea. 
-Mareado. Es lo que tiene beber unos cuantos frascos de brebaje Soulstorm, o ser electrocutado para que otros recojan tus lágrimas: que al final te quedas un poco mareado, con jaqueca y quieres estar solo. Abe debe conseguir un poder especial, llamado anillo curativo, para poder espabilarlos.

### Tipos de Slig
- Sligs. Son los enemigos que Abe tendrá que sortear con más frecuencia durante el transcurso del juego. Son los guardias que velan por la seguridad de los complejos (aunque algunos se queden fritos en el suelo), y cualquier problema lo resuelven con unos cuantos tiros. Su piel es amarilla-verdosa, tienen una máscara que les cubre casi toda la cara y unos "pantalones", que son unas piernas metálicas diseñadas para ellos, ya que no tienen piernas. Pueden ser poseídos por Abe, eliminando así los obstáculos que haya por delante de manera segura. Una vez que ya no sean útiles, Abe los hace explotar para que no vuelvan a dar problemas. En esta nueva entrega aparecen dos nuevos tipos de Slig:

-Sligs voladores. Son sligs equipados con unas hélices de helicóptero que revolotean por todas partes. Si te ven no dudarán en tirarte un bombazo.
-Slig sin pantalones. Se encuentran en Slig Barracks, y son simples sligs desarmados y sin piernas que están descansando en sacos de dormir.Cuando se despiertan se dirigen a las taquillas para armarse, bien sea con pantalones o con hélices.

### Poseer criaturas
Esta saga aumenta las criaturas que pueden ser poseídas por Abe:
- Paramitas: Tienen varias acciones de diálogo, entre ellas las de seguirse unos a otros. Se realizarán varias puzles en los que habrá que ir por telas de araña y tirar de anillas.
- Scrabs: Los diálogos únicamente son dos, un graznido, y un aullido para cargar energía para enfrentarse a otros Scrabs. Las acciones a desarrollar son únicamente enfrentarse a otros Scrabs y matar fleeches.
- Glukkons: Se poseen a varios Glukkons a lo largo del juego, con los que deben resolverse numerosos puzles. Hay que interactuar con Sligs, comunicadores de Glukkon y teléfonos de seguridad.

## Re lanzamientos
En 2014 salió una reimaginación bajo el nombre de Oddworld: Soulstorm para Microsoft Windows, PlayStation 4 y PlayStation 5.